# Trophée Dave-Pinkney
Le trophée Dave-Pinkney est un trophée de hockey sur glace récompensant le ou les gardiens de l'équipe ayant encaissé le moins de buts au cours de la saison de la Ligue de hockey de l'Ontario.

## Palmarès
Le trophée est décerné chaque année depuis 195 à l'exception de 2021.
- 1948-1949 – Gil Mayer, Flyers de Barrie
- 1949-1950 – Don Lockhart, Marlboros de Toronto
- 1950-1951 – Don Lockhart, Marlboros de Toronto et Lorne Howes, Flyers de Barrie
- 1951-1952 – Don Head, Marlboros de Toronto
- 1952-1953 – John Henderson (en), Marlboros de Toronto
- 1953-1954 – Dennis Riggin, Tiger Cubs de Hamilton
- 1954-1955 – John Albani, Marlboros de Toronto
- 1955-1956 – Jim Crockett, Marlboros de Toronto
- 1956-1957 – Len Broderick, Marlboros de Toronto
- 1957-1958 – Len Broderick, Marlboros de Toronto
- 1958-1959 – Jacques Caron, Petes de Peterborough
- 1959-1960 – Gerry Cheevers, Majors de St. Michael's
- 1960-1961 – Bud Blom, Red Wings de Hamilton
- 1961-1962 – George Holmes, Canadien junior de Montréal
- 1962-1963 – Chuck Goddard, Petes de Peterborough
- 1963-1964 – Bernie Parent, Flyers de Niagara Falls
- 1964-1965 – Bernie Parent, Flyers de Niagara Falls
- 1965-1966 – Ted Ouimet, Canadien junior de Montréal
- 1966-1967 – Peter McDuffe, Black Hawks de St. Catharines
- 1967-1968 – Jim Rutherford et Gerry Gray, Red Wings de Hamilton
- 1968-1969 – Wayne Wood et Ted Tucker, Canadien junior de Montréal
- 1969-1970 – John Garrett, Petes de Peterborough
- 1970-1971 – John Garrett, Petes de Peterborough
- 1971-1972 – Michel Larocque, 67's d'Ottawa
- 1972-1973 – Mike Palmateer, Marlboros de Toronto
- 1973-1974 – Don Edwards, Rangers de Kitchener
- 1974-1975 – Greg Millen, Petes de Peterborough
- 1975-1976 – Jim Bedard, Wolves de Sudbury
- 1976-1977 – Pat Riggin, Knights de London
- 1977-1978 – Al Jensen, Fincups de Hamilton
- 1978-1979 – Nick Ricci et Glen Ernst, Flyers de Niagara Falls
- 1979-1980 – Rick Laferriere et Terry Wright, Petes de Peterborough
- 1980-1981 – Jim Ralph, 67's d'Ottawa
- 1981-1982 – John Vanbiesbrouck et Marc D'Amour, Greyhounds de Sault Ste. Marie
- 1982-1983 – Peter Sidorkiewicz et Jeff Hogg, Generals d'Oshawa
- 1983-1984 – Darren Pang et Greg Coram, 67's d'Ottawa
- 1984-1985 – Scott Mosey et Marty Abrams, Greyhounds de Sault Ste. Marie
- 1985-1986 – Kay Whitmore et Ron Tugnutt, Petes de Peterborough
- 1986-1987 – Jeff Hackett et Sean Evoy, Generals d'Oshawa
- 1987-1988 – Todd Bojcun et John Tanner, Petes de Peterborough
- 1988-1989 – John Tanner et Todd Bojcun, Petes de Peterborough
- 1989-1990 – Jeff Wilson et Sean Gauthier, Frontenacs de Kingston
- 1990-1991 – Mike Lenarduzzi et Kevin Hodson, Greyhounds de Sault Ste. Marie
- 1991-1992 – Kevin Hodson, Greyhounds de Sault Ste. Marie
- 1992-1993 – Chad Lang et Ryan Douglas, Petes de Peterborough
- 1993-1994 – Sandy Allan et Scott Roche, Centennials de North Bay
- 1994-1995 – Mark McArthur et Andy Adams, Storm de Guelph
- 1995-1996 – Dan Cloutier et Brett Thompson, Storm de Guelph
- 1996-1997 – Tim Keyes et Craig Hillier, 67's d'Ottawa
- 1997-1998 – Craig Hillier et Seamus Kotyk, 67's d'Ottawa
- 1998-1999 – Robert Holsinger et Rob Zepp, Whalers de Plymouth
- 1999-2000 – Rob Zepp et Bill Ruggiero, Whalers de Plymouth
- 2000-2001 – Rob Zepp et Paul Drew, Whalers de Plymouth
- 2001-2002 – Jason Bacashihua et Paul Drew, Whalers de Plymouth
- 2002-2003 – Paul Drew et Jeff Weber, Whalers de Plymouth
- 2003-2004 – Ryan MacDonald et Gerald Coleman, Knights de London
- 2004-2005 – Gerald Coleman et Adam Dennis, Knights de London
- 2005-2006 – Dan Turple et Mark Packwood, Rangers de Kitchener
- 2006-2007 – Michal Neuvirth et Jeremy Smith, Whalers de Plymouth
- 2007-2008 – Kyle Gajewski et Bryce O’Hagan, Greyhounds de Sault Ste. Marie
- 2008-2009 – Mike Murphy, Bulls de Belleville
- 2009-2010 – Chris Carrozzi et JP Anderson, St. Michael's Majors de Mississauga
- 2010-2011 – JP Anderson et Mickael Audette, St. Michael's Majors de Mississauga
- 2011-2012 – Mark Visentin et Christopher Festarini, IceDogs de Niagara
- 2012-2013 – Jordan Binnington et Brandon Hope, Attack d'Owen Sound
- 2013-2014 – Oscar Dansk et Devin Williams, Otters d'Érié
- 2014-2015 – Ken Appleby et Jeremy Brodeur, Generals d'Oshawa
- 2015-2016 – Tyler Parsons et Brendan Burke, Knights de London
- 2016-2017 – Michael McNiven et Emanuel Vella, Attack d'Owen Sound
- 2017-2018 – Matthew Villalta et Tyler Johnson, Greyhounds de Sault Ste. Marie
- 2018-2019 – Cedrick Andree et Michael DiPietro, 67 d'Ottawa
- 2019-2020 – Cedrick Andree et Will Cranley, 67 d'Ottawa
- 2021-2022 – Marco Costantini et Matteo Drobac, Bulldogs de Hamilton
- 2022-2023 – Max Donoso et Collin MacKenzie, 67 d'Ottawa
- 2023-2024 – Michael Simpson et Owen Willmore, Knights de London